# Philothamnus hughesi
Espèce
Philothamnus hughesi est une espèce de serpents de la famille des Colubridae.

## Répartition
Cette espèce se rencontre en Centrafrique, au Cameroun, au Congo-Brazzaville et au Congo-Kinshasa.

## Étymologie
Cette espèce est nommée en l'honneur de Barry Hughes.

## Publication originale
- Trape & Roux-Estève, 1990 : Note sur une collection de serpents du Congo avec description d'une espèce nouvelle. Revue de Zoologie africaine – Journal of African Zoology, vol. 104, p. 375-383 (texte intégral).